# Camille Ragueneau
Pour les personnes ayant le même patronyme, voir Ragueneau.
Camille Ragueneau, né le 4 novembre 1868 à Machecoul (Loire-Inférieure) et mort le 12 janvier 1956 à Angers (Maine-et-Loire), est un général de division français, grand-croix de la Légion d'honneur.
Il exerce de hautes responsabilités logistiques durant la Première Guerre mondiale.

## Carrière
Né le 4 novembre 1868 à Machecoul, Camille Marie Raguenau est le fils de Jean Ragueneau, maréchal des logis de gendarmerie, et Céline Rose Marie Bouvier.
Admis à l'École spéciale militaire de Saint-Cyr en 1886, il épouse alors Marie Thérèse Mangonneau le 10 novembre de la même année.
Ayant choisi l’arme de l'infanterie, il est affecté comme sous-lieutenant au 135e régiment d’Infanterie le 10 octobre 1888. Capitaine en 1897, il est admis dans le service d’état-major en 1899. De 1901 à 1907, il est affecté au 4e bureau (transports et ravitaillement) de l’état-major  de l’armée. Chef de bataillon en 1907, il intègre l’École supérieure de guerre comme stagiaire en 1909, puis y est employé comme professeur adjoint de tactique générale de 1910 à 1913. Lieutenant-colonel en 1912, il retrouve ensuite le 4e bureau de l’état-major, service dont il prend la direction le 23 mars 1914. C’est à ce poste essentiel de l’organisation logistique française qu’il contribue aux débuts de la Grande Guerre.  Promu colonel le 1er novembre 1914, il devient chef d’état-major de la direction de l’arrière, puis aide-major général directeur des services de l’arrière le 30 novembre. Nommé général de brigade le 8 août 1916, il conserve cette haute responsabilité jusqu’en mai 1917.
Après un bref temps de commandement à la tête de l’infanterie de la 69e division d'infanterie, il succède le 9 septembre 1917 au général Peltier en qualité de chef de la Mission Militaire Française près l’Armée Américaine à Chaumont. Cette mission est chargée de la coordination des troupes françaises avec celles de Pershing en vue de favoriser le déploiement des forces américaines malgré les réticences avoués de Ragueneau, qui ne croit pas à une mise en place rapide des forces américaines.
Le général Ragueneau est ensuite employé comme directeur général des transports militaires en août 1918, puis devient sous-chef de l’état-major général des armées d’août 1918 à janvier 1919.
Après la guerre, il est promu général de division et siège comme membre du Conseil supérieur de la guerre.
Il est élevé à la dignité de grand officier de la Légion d’honneur par décret du 3 juillet 1930 puis à celle de grand-croix le 7 juillet 1933,.
Il décède le 12 janvier 1956 à Angers.

## Œuvres
- Les Études militaires en France et la préparation du haut commandement, par le lieutenant-colonel Ragueneau, Éditions Berger-Levrault, 1913
- Le rôle militaire des chemins de fer par Joseph Hippolyte Felix Le Hénaff et Ragueneau (Général), Éditions Berger-Levrault, 1923
- Stratégie des transports et des ravitaillements: avec 4 croquis hors texte par Camille Marie Ragueneau, Éditions Berger-Levrault, 1924
- "Les Armées françaises dans la Grande guerre", tome XI, par le général Ragueneau, Paris, 1933. Rédigée de 1919 à 1939, par le Service Historique de l'Armée, cette monumentale histoire (107 volumes en 11 tomes) réserve son dernier tome à la « Direction de l'Arrière ». Ce tome est rédigé sous la direction du général Ragueneau qui était à la tête de ladite « Direction de l'Arrière ». Ouvrage incontournable sur le sujet et consultable en ligne .